# Camadevi
Camadevi (/tʃaːmaˈdeːʋiː/; tiếng Pali: Cāmadevī; tiếng Thái: จามเทวี, RTGS: Chammathewi) là nhà cai trị đầu tiên của Mạn-đà-la Môn, Hariphunchai (tiếng Pali: Haribhuñjaya) trong Indochina.:77 Bà là con cháu của những người cai trị của Lavo Anh, một mạn đà la đầu. Camadevi đã sinh đôi, một người con trở thành vua của Lamphun và Hariphunchai, trong khi người kia trở thành vua của Lampang.
Cuộc sống của cô được kể lại trong Cāmadevivaṃsa, một thiên anh hùng ca của thế kỷ 15.
Trong Lamphun, một bức tượng kỷ niệm của cô nằm ở Nông Công viên Công Dok.